# Nika Volek
Nika Volek es un personaje de ficción de la serie de televisión estadounidense de FOX, Prison Break interpretado por la cantante y actriz australiana Holly Valance. Fue presentada en la serie en el episodio de la primera temporada “Sleight of Hand” como la “esposa” de Michael Scofield (Wentworth Miller).
Nika es originaria de la República Checa y su familia se encuentra en Kladno. Nika conoció a Michael después de que él saldara la deuda con los tratantes que la habían traído a los Estados Unidos. Tras esto, ella tuvo la oportunidad de empezar una nueva vida. Se casó con Michael justo el día antes del intento de atraco en el banco que lo llevó a su encarcelamiento en la Penitenciaría Estatal Fox River. A cambio de conseguir el permiso de residencia (green card), Michael le pidió ayuda con su plan de escape mientras el estuviera en prisión.

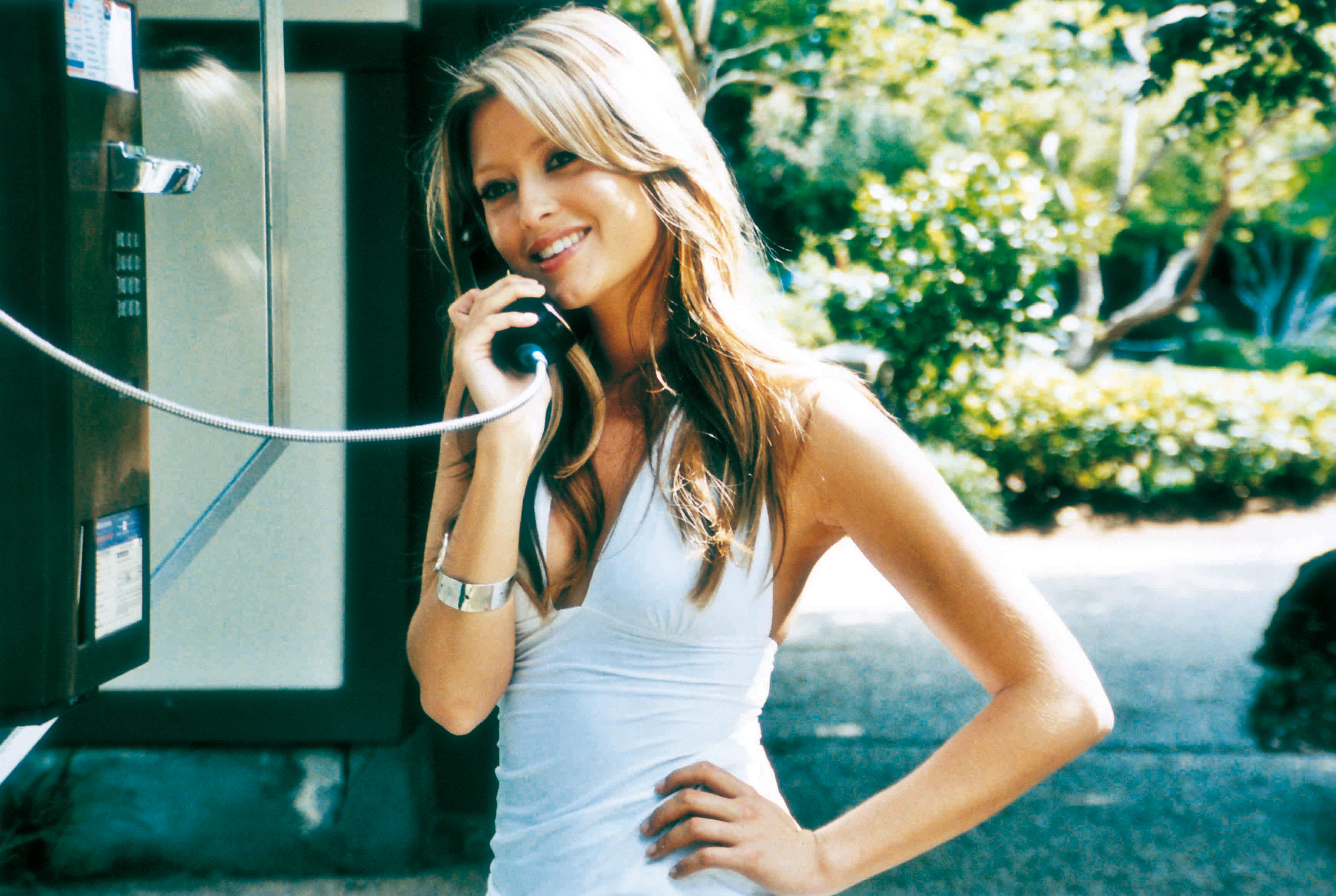
Holly Valance interpreta a Nika Volek.

## Apariciones
NiKa Volek es un personaje secundario de la serie que aparece en tres episodios de la primera temporada (“Sleight of Hand”, “And Then There Were 7” y “The Key”) y dos de la segunda (“Scan” y “First Down”).

## Primera temporada
Su primera aparición fue cuando Michael la telefonea al número que se encuentra en sus tatuajes y le dice: “Recuerdas que te dije que te llamaría por lo de Fibonacci… Bueno, pues es el momento”.
En el episodio siguiente, durante sus trabajos en la IP, a Michael se le informa que su esposa está esperándole para un encuentro conyugal, lo cual causa una enorme sorpresa entre los reclusos que se encuentran con él, especialmente Fernando Sucre (Amaury Nolasco) el cual le ha contado todo sobre su prometida Maricruz.
Después de ser cacheada por los guardas, Nika es conducida al encuentro con Michael. Ella le entrega una tarjeta de crédito y posteriormente se va. Cuando Michael se está despidiendo de ella, la escena es vista por Sara Tancredi (Sarah Wayne Callies) lo cual le hace cuestionarse su creciente relación con Michael.
El capitán Brad Bellick (Wade Williams) sospecha de Nika y cree reconocerla. Le pide al guarda Roy Geary (Matt DeCaro) que consiga una copia de la licencia de matrimonio (gracias a que la esposa de Geary trabaja en la oficina de registros del condado) y descubre que se casaron sólo un día antes de que Michael cometiera el robo. Posteriormente Bellick descubre a Nika bailando en un club. Entablan conversación y comienza a interrogarla. Bellick le revela quien es y, bajo la amenaza de denunciarla a inmigración, ella le confiesa que lo único que le dio fue una tarjeta de crédito.
Michael vuelve a llamarla para que le ayude con otra parte del plan: conseguir la llave de la enfermería. Pide a Nika que arregle un encuentro con Sara e intente robarle la llave. En un momento de despiste consigue cogérsela y posteriormente entregársela a Michael. Sin embargo, Sara se da cuenta de que le ha desaparecido la llave y manda a cambiar las cerraduras.

## Segunda temporada
Cuando Lincoln Burrows (Dominic Purcell) es herido en el tiroteo posterior al fracasado intento de rescate de su hijo, Michael le lleva a casa de Nika, donde le realizan unos primeros auxilios. Después Michael recupera el vehículo para poder huir y sus caminos se separan. Cuando Michael y Lincoln hacen explotar el coche, Nika es de nuevo requerida para que les proporcione uno nuevo. Mientras los tres van en el coche para dejar a Nika en una parada cercana de autobús, son alcanzados por Bellick, que consigue echarles de la carretera y capturarles.
Michael utiliza los encantos de Nika para engañar a Bellick, el cual acaba capturado. Bellick le cuenta a Michael el estado de Sara tras su sobredosis de morfina y su enfado y frustración no pasan desapercibidos por Nika. Una decepcionada Nika se aparta mientras Michael mantiene una conversación telefónica con Sara. Mientras se están despidiendo, roba la pistola de Lincoln. Nika le dice a Michael que le quería y que tenía la esperanza de que el amor volviera, aunque este le responde que no era así, pero ella no le quiere escuchar. Les dice a ambos que la única opción que le queda es entregarles y cobrar la recompensa. Amenaza con dispararles y, mientras está telefoneando, es desarmada ya que el arma no estaba cargada. Michael y Lincoln se ponen en camino dejando a Nika atrás.